# Università di Newcastle
L'Università di Newcastle, nota anche come Newcastle University, è un'università inglese con sede a Newcastle upon Tyne nella regione inglese del Nord Est, nelle contee di Tyne and Wear e Northumberland.

## Storia
L'Università di Newcastle nasce dal nucleo della storica Facoltà di Medicina, che venne fondata a Newcastle upon Tyne nel 1834, quando iniziò il primo corpo di ventisei studenti di medicina. Nel 1851, a seguito di un conflitto tra due fazioni di docenti, avvenne una scissione della Facoltà di medicina in due istituzioni rivali. La maggioranza dei docenti formò la Newcastle College of Medicine, mentre gli altri la Newcastle upon Tyne College of Medicine and Practical Science. Nel 1852 l'istituzione più grande stabilì un collegamento formale con l'Università di Durham, divenendone parte. La prima lauerea in medicina, Licence in Medicine (Lic.Med), venne rilasciata nel 1856, e i crediti riconosciuti anche dalla Università di Londra. Le due istituzioni di Newcastle si riunificarono nel 1857, assumendo il nome di University of Durham College of Medicine nel 1870.
Nel 1871 venne fondato il College of Physical Science con l'offerta di corsi in matematica, fisica, chimica e geologia per rispondere alla crescente domanda proveniente dall'industria mineraria. La Facoltà assunse il nome di Durham College of Physical Science nel 1883, per poi divenire Armstrong College nel 1904. Nel 1908 un provvedimento della Università di Durham riconobbe formalmente che l'Università era composta da due Divisioni, Durham and Newcastle, in due differenti luoghi. Nel 1908, il distaccamento di Newcastle impartiva lezioni nel campo della medicina, delle lettere, delle scienze, incluse agricoltura e ingegneria.
Nel corso del XX secolo, gli studenti iscritti alle facoltà di medicina e scienze di Newcastle crebbero a tassi superiori rispetto a quelli di Durham. Nel 1963, il Parlamento inglese separò le due istituzioni con la creazione della University of Newcastle upon Tyne.